# Mausoleo dei Poeti
Il Mausoleo dei Poeti (in persiano مزارِ شاعران‎) o Maqbarat-o-shoara (in persiano مقبرةالشعرا‎) è un maqbara (cimitero) che contiene le sepolture di poeti classici e contemporanei, mistici e altre personalità importanti. Esso è situato nel distretto di Sarkhāb della città di Tabriz in Iran. L'edificio attuale fu costruito da Tahmaseb Dolatshahi a metà degli anni '70 mentre era Segretario delle Arti e delle Culture dell'Azerbaigian Orientale.
La data esatta della fondazione del cimitero è sconosciuta, ma il mausoleo è stato menzionato per la prima volta dallo storico medievale Hamdallah Mustawfi nel suo Nozhat ol-Gholoub. Egli afferma che si trovava in quello che, all'epoca, era il distretto di Surkhab di Tabriz.
A partire dagli '70 ci sono stati tentativi di rinnovare l'area del cimitero. Furono eseguiti alcuni lavori, come la costruzione di un nuovo edificio simbolico sul luogo del sito.
Il primo poeta sepolto in questo complesso fu Asadi Tusi (999-1072), e l'attuale monumento rende particolare omaggio al poeta Shahriyār il cui mausoleo si trova al centro del complesso ad un'altezza di 30 metri. Il complesso commemora anche più di 400 altri studiosi le cui tombe andarono perdute nei vari terremoti della città.

## Storia
Il nome del cimitero compare in varie opere scritte a partire VIII secolo. Il riferimento più antico a questo cimitero si trova nel libro di Nuzhat al-qulūb (composto da Hamdallah Mustawfi). Il Lubab ul-Albab scritto da Muhammad Aufi nel 1227, menziona una descrizione dell'VIII secolo, come Khaqani Shirvani e Zahireddin Faryabi, sepolti nel santuario di Shiraz.

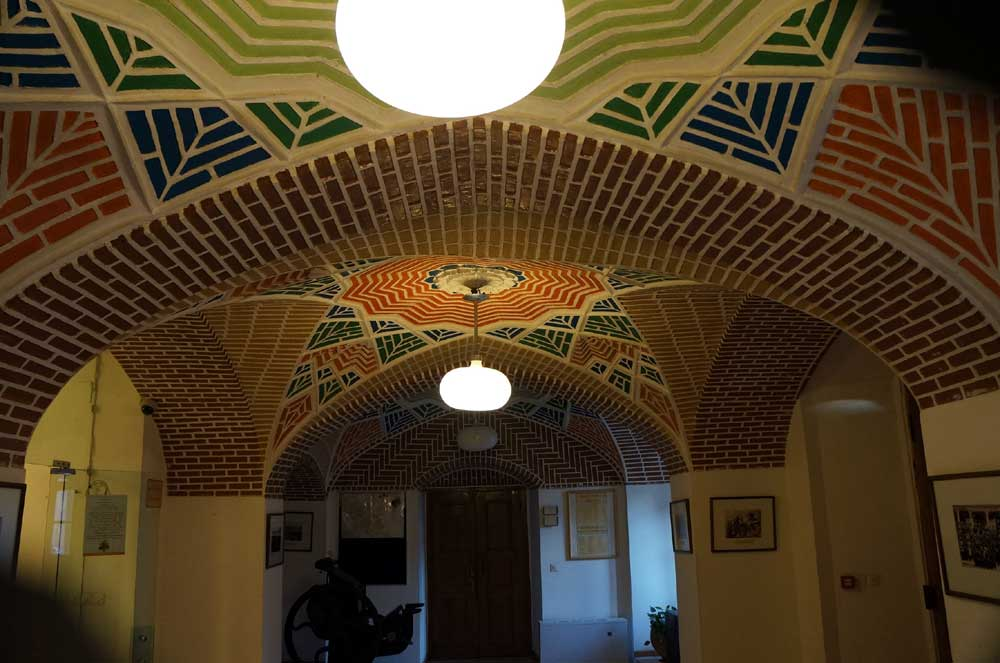
I soffitti del mausoleo, che uniscono tradizione e modernità, nel 2014.

I terremoti del 1193 e del 1194 determinarono l'abbandono del Maqbarat-o-shoara ma in ragione delle sepolture di molti grandi poeti e mistici nel cimitero, è stato organizzato nel 1970 un concorso su iniziativa di Tahmaseb Dolatshahi, allora Segretario delle Arti e Culture della provincia dell'Azerbaigian Orientale, per costruire l'attuale complesso del mausoleo sui resti del cimitero che conteneva le tombe di importanti poeti, mistici, studiosi e uomini famosi di Tabriz. Gholamreza Farzanmehr vinse il concorso, basandosi sia sull'architettura tradizionale che su quella moderna, e progettò il Mausoleo dei poeti, la cui costruzione iniziò nel 1972 e fu completata nel 1982.
Nel 2015-2016, il municipio di Tabriz ha lanciato un piano di abbellimento per la realizzazione di nuove recinzioni.

## Sepolture notevoli
- Assadi Toussi (999 - 1072), poeta

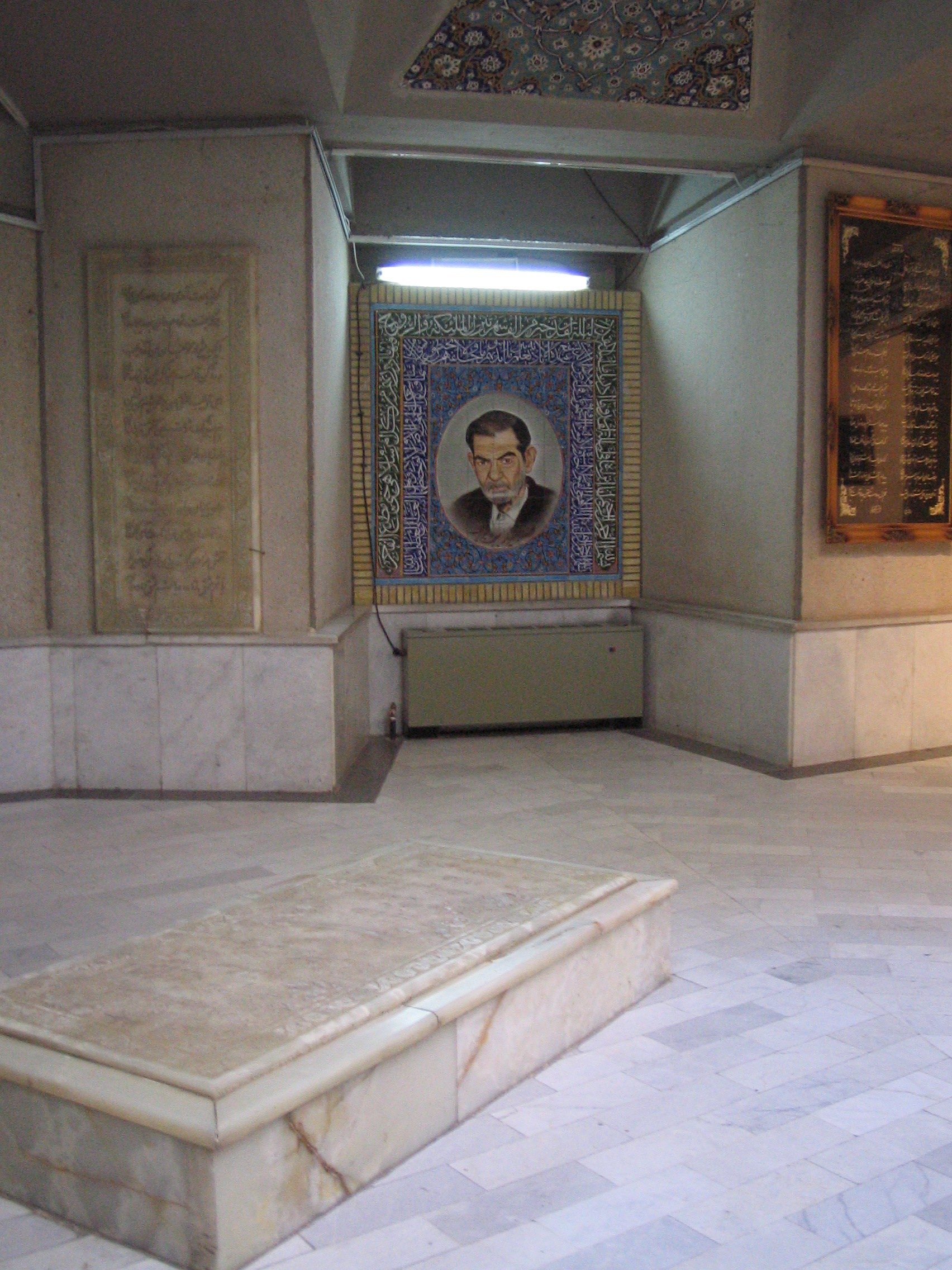
Tomba di Shahriyār, al Mausoleo dei Poeti (2005).

- Qatran Tabrizi (c.1009-1072), poeta
- Anvari (1126 - 1189), poeta
- Khaqani Shirvani (1126-1199), poeta
- Mojireddin Bilaqani (morto nel 1190), poeta
- Zahir-al-Din Faryabi (morto nel 1202), poeta
- Shahpour Neyshabouri (morto nel 1204), poeta
- Shamseddin Sojasi (morto nel 1206), poeta
- Zu'l-Fiqar Shirvani (morto nel 1291 circa), poeta
- Homam Tabrizi (1238 – 1314), poeta
- Nasrollah Tabib (morto nel 1339), calligrafo
- Assar Tabrizi (1325 – 1390), poeta
- Maghrebi Tabrizi (1348 - 1406), poeta
- Mani Shirazi (morto nel 1507), poeta
- Lesani Shirazi (morto nel 1533), poeta
- Shakibi Tabrizi (morto nel 1564), poeta
- Maghsoud Ali Shakibi Tabrizi (morto nel 1592), poeta
- Mirza Issa Farahani (morto nel 1822), visir di Fath Ali Shah Qajar e Abbas Mirza
- Aziz Khan Mukri (morto nel 1870), generale
- Seqqat ol–Eslam Tabrizi (1861-1911), attivista costituzionale persiano
- Taher Tabrizi (1888-1976), calligrafo
- Mohammad Hossein Behjat Tabrizi detto Shahriyār (1906–1988), poeta
- Mahmoud Melmasi (1917-1991), poeta
- Aziz Dowlatabadi (1922-2009), poeta

## Eredità
Ali Akbar Safipour, direttore generale dell'Organizzazione per la cultura e l'orientamento islamico dell'Azerbaigian orientale, la regione in cui si trova il mausoleo, ha affermato che Maqbaratoshoara è considerato "un tesoro di studiosi iraniano-islamici", che accoglie numerosi turisti nazionali e internazionali.
Oggi questo monumento è uno dei simboli della città di Tabriz. All'Eurovision Song Contest 2009, l'Azerbaigian ha utilizzato l'immagine di Maqbarat-o-shoara come uno dei suoi simboli.

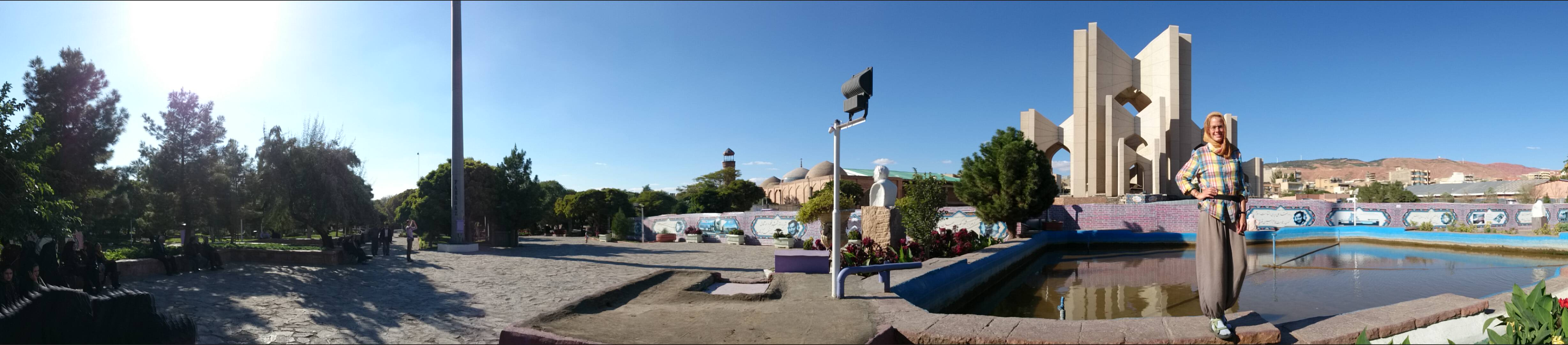
Un turista sul sito del mausoleo dei poeti, nel 2015.